# Balai Panjang (Payakumbuh Selatan)
Balai Panjang is een bestuurslaag in het regentschap Payakumbuh van de provincie West-Sumatra, Indonesië. Balai Panjang telt 1480 inwoners (volkstelling 2010).